# Ulica Gajowa w Poznaniu
Ulica Gajowa – ulica w Poznaniu, na Jeżycach. Przebiega południkowo, prostopadle przechodząc, przez ulicę Zwierzyniecką.

## Historia
Do XIX wieku w tym miejscu znajdowała się osada Gaj, która przekształciła się w część dzielnicy Jeżyce. W roku 1880 miasto wydało pozwolenie, dwóm berlińskim przedsiębiorcom Ottonowi Reymerowi i Ottonowi Maschowi, na zbudowanie i prowadzenie kolei konnej w Poznaniu. Zajezdnia i dyrekcja mieściła się przy tej ulicy.. W 1894 roku z ulicy usunięto ostatnie latarnie naftowe.
Do 1919 roku nosiła nazwę Marienstrasse, a podczas II wojny światowej Brehmstrasse. Obecna nazwa upamiętnia właśnie jeżycką osadę Gaj.

## Istotne obiekty
- Mieszkanie-Pracownia Kazimiery Iłłakowiczówny pod numerem 4 mieszkania 8[3] (w tej samej kamienicy pod koniec życia mieszkał poznański architekt Oskar Hoffmann[4]).
- Wieżowiec Zjednoczenia Przemysłu Ceramiki Budowlanej
- nieczynna zajezdnia tramwajowa pod numerem 3
- Pomnik Ofiar Czerwca 1956
- Stare Zoo
- Regionalna Dyrekcja Lasów Państwowych w Poznaniu pod numerem 10[5]

## Galeria

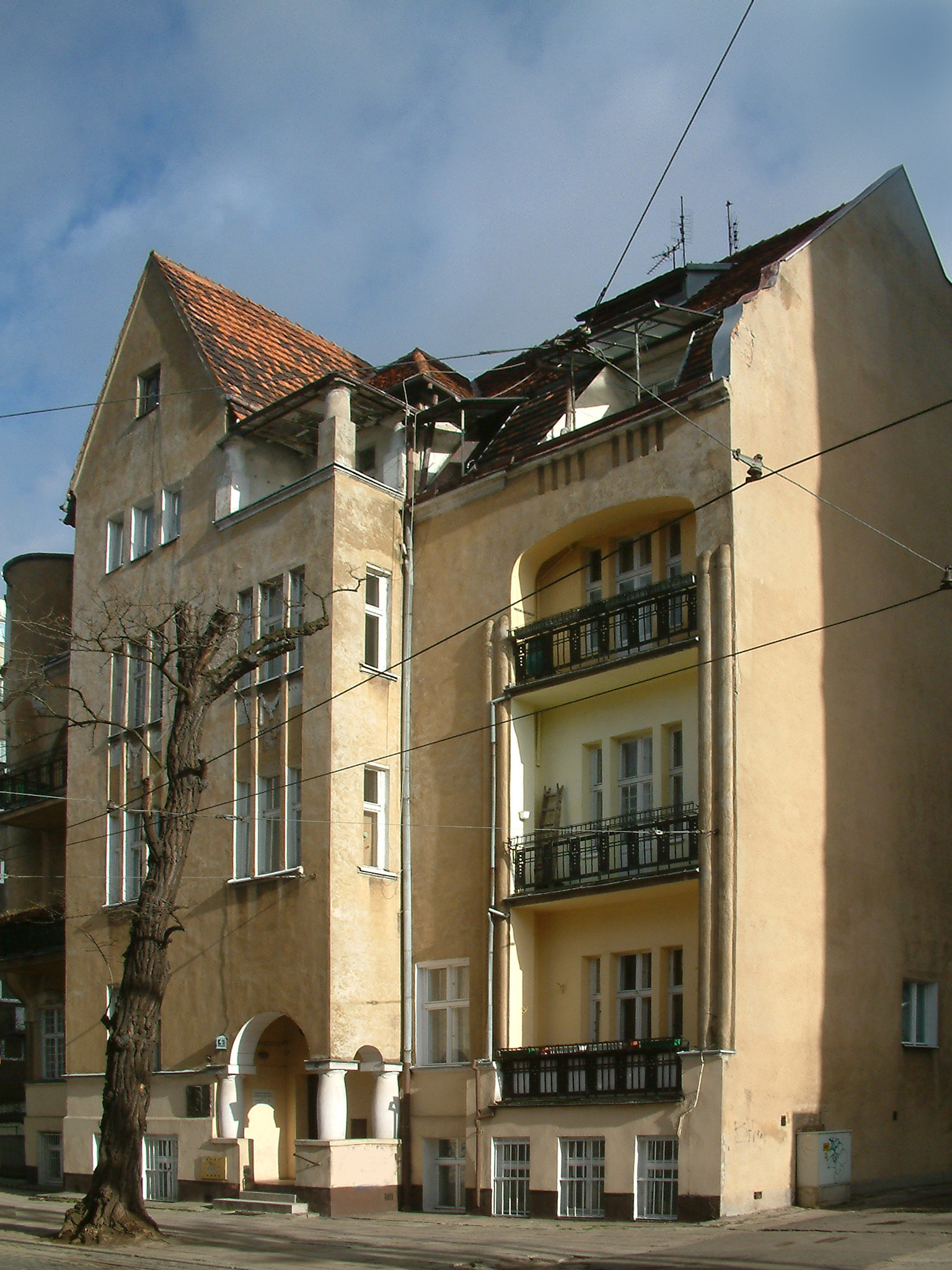
Muzeum Kazimiery Iłłakowiczówny
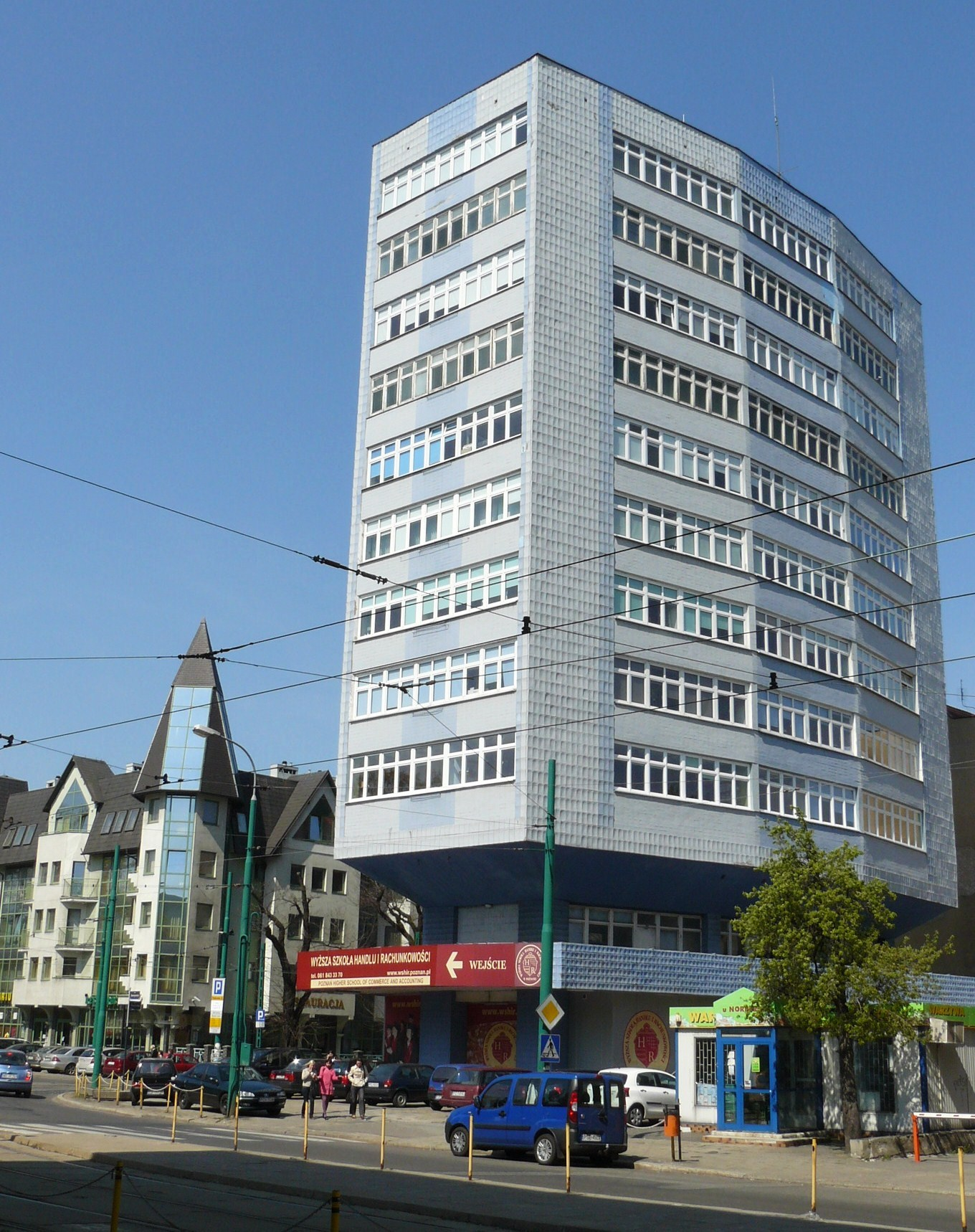
Wieżowiec Zjednoczenia Przemysłu Ceramiki Budowlanej
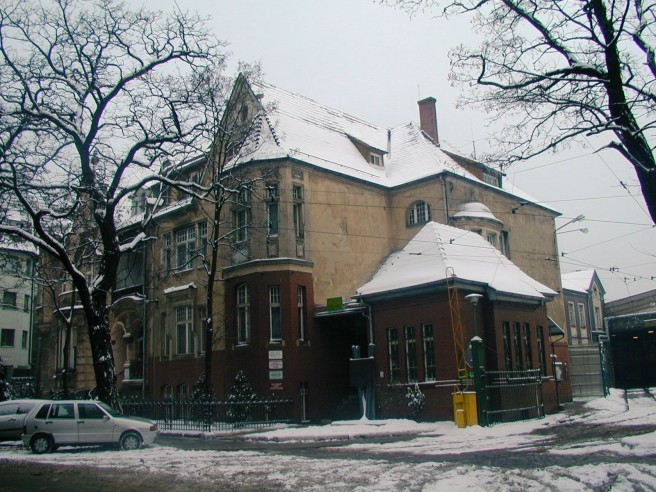
Zajezdnia tramwajowa
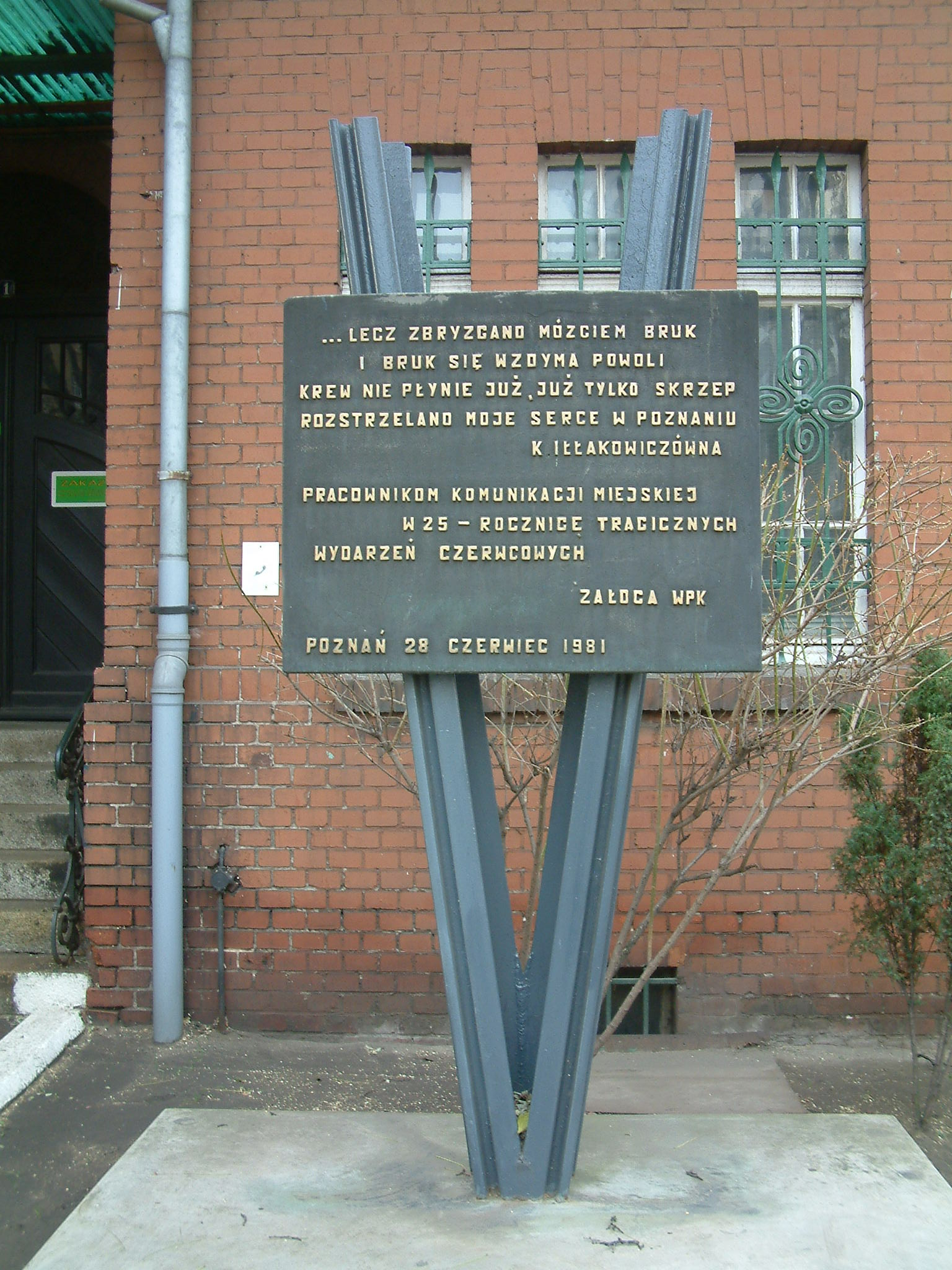
Pomnik Ofiar Czerwca 1956
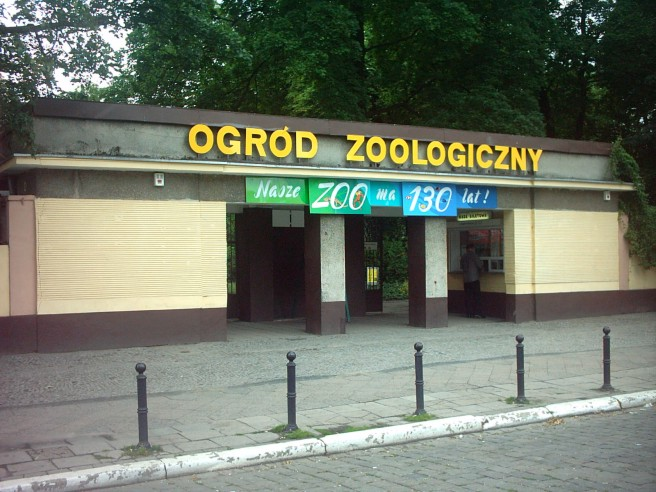
Stare Zoo
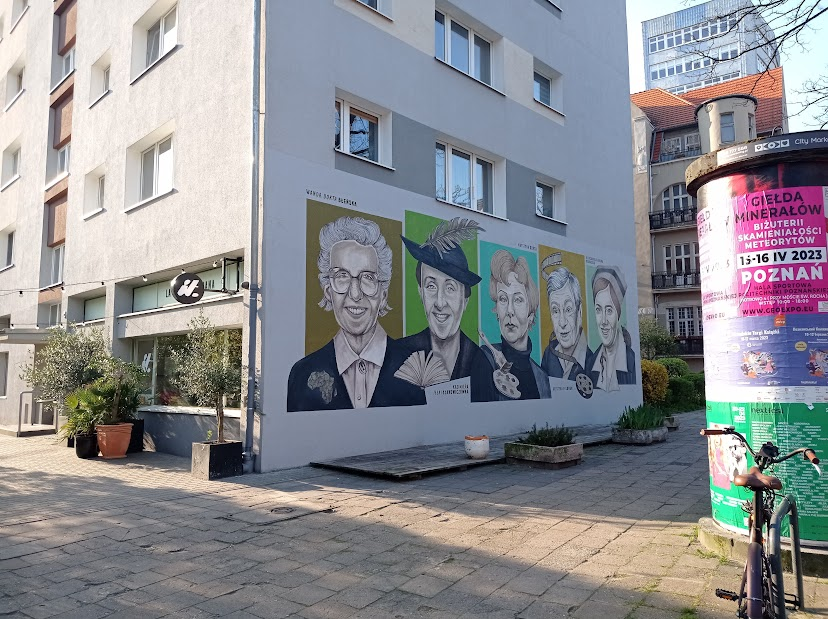
Mural "Sławne Jeżyczanki", ul. Gajowa, Jeżyce, Poznań 2023